# Будовля (Могилёвская область)
Будовля — деревня в составе Заводскослободского сельсовета Могилёвского района Могилёвской области Республики Беларусь.

## Географическое положение
Ближайшие населённые пункты: Хоново, Заводская Слобода.